# Omurtag (huyện)
Omurtag là một huyện thuộc tỉnh Targovishte, Bungaria. Dân số thời điểm năm 2001 là 25212 người.